# Eleição municipal de Codó em 2024
A eleição municipal de Codó em 2024 foi realizada para eleger um prefeito, um vice-prefeito e 19 vereadores no município de Codó, no estado brasileiro do Maranhão.
A eleição terminou com a eleição de Chiquinho FC , do PT para o cargo de prefeito e de Cinthya Rolim (PV) como vice-prefeita.. O candidato do PT recebeu 29.426 votos, contra 27.737 de José Francisco Lima Neres   (PSDB). Houve ainda 843 votos brancos, 2.290 nulos e 19.389 abstenções.

## Antecedentes
Nas eleições de 2016, foi eleito prefeito o candidato Francisco Nagib (PSB), todavia, ele mesmo apto a disputar a reeleição ao cargo de prefeito, preferiu não se candidatar ao cargo e apoiou a candidatura do ex- prefeito Zito Rolim a Prefeitura de Codó, contra José Francisco Lima Neres, apoiado pelo ex-prefeito Biné Figueiredo e seu filho Camilo Figueiredo ao cargo de vice-prefeito. Em 2020, Dr. Zé Francisco foi eleito prefeito de Codó.

## Calendário eleitoral
| Início        | Fim           | Atividades | Status    |
| ------------- | ------------- | --- | --------- |
| 7 de março    | 5 de abril    | Janela partidária para vereadores trocarem de partido visando concorrer às eleições sem perder o mandato. | Realizado |
| 6 de abril    | 6 de abril    | Data-limite para todas as legendas e federações partidárias obterem o registro dos estatutos no TSE e para todos os candidatos terem domicílio eleitoral na circunscrição em que desejam disputar as eleições com a filiação deferida pelo partido. | Realizado |
| 15 de maio    | 15 de maio    | Início da campanha de arrecadação prévia de recursos na modalidade de financiamento coletivo para pré-candidatos, sem realização de pedidos de voto e obedecendo a regras relativas à propaganda eleitoral na Internet.                             | Realizado |
| 20 de julho   | 5 de agosto   | Realização de convenções partidárias para deliberar sobre coligações e escolher candidatos às prefeituras e aos cargos de vereador. Os partidos têm até 15 de agosto para registrar os nomes na Justiça Eleitoral.                                  | Realizado |
| 16 de agosto  | 16 de agosto  | Início das campanhas eleitorais de forma igualitária, podendo qualquer publicidade ou manifestação com pedido explícito de voto antes da data ser considerada irregular e multada.                                                                  | Realizado |
| 30 de agosto  | 3 de outubro  | Veiculação da propaganda eleitoral gratuita no rádio e na televisão. | Realizado |
| 6 de outubro  | 6 de outubro  | Realização do primeiro turno das eleições municipais. | Realizado |
| 11 de outubro | 25 de outubro | Veiculação da propaganda eleitoral gratuita no rádio e na televisão para o segundo turno. | Realizado |
| 27 de outubro | 27 de outubro | Realização de um eventual segundo turno nas cidades com mais de 200 mil eleitores em que o candidato a prefeito mais votado não tenha atingido a metade mais um dos votos válidos.                                                                  | Realizado |

## Candidatos
| Nº | Candidato        | Partido | Candidato a vice           | Cargos relevantes ou profissão | Coligação                                                                                         | Tempo no horário eleitoral |
| -- | ---------------- | ------- | -------------------------- | ------------------------------ | ------------------------------------------------------------------------------------------------- | -------------------------- |
| 13 | Chiquinho FC     | PT      | Cinthya Rolim (PV)         | Empresário                     | "Unidos Por Codó" (Progressistas, PSB, FE Brasil (PT, PCdoB e PV), Solidariedade e Agir)          |                            |
| 45 | Dr. Zé Francisco | PSDB    | Dr. Cláudio Paz (PRD)      | Médico                         | "Para Codó Seguir Com Liberdade" PL, Federação PSDB Cidadania (PSDB e Cidadania),(PRD e MOBILIZA) |                            |
| 55 | Yuri Corrêa      | PSD     | Rosina Benvindo (PMB)      | Advogado                       | 'Pra Frente Codó " PSD,(PMB),(NOVO)                                                               |                            |
| 28 | Mário Braga      | PRTB    | Fernanda do Paraíba (PRTB) | Médico                         | "Sem Coligação"                                                                                   |                            |

## Resultados

### Prefeito
| 100% das seções totalizadas Fonte: TSE | 100% das seções totalizadas Fonte: TSE | 100% das seções totalizadas Fonte: TSE                                   | 100% das seções totalizadas Fonte: TSE | 100% das seções totalizadas Fonte: TSE |
| Candidato(a)                           | Vice                                   | Chapa                                                                    | 1º turno 6 de outubro de 2024          | 1º turno 6 de outubro de 2024          |
| Candidato(a)                           | Vice                                   | Chapa                                                                    | Votação                                | Votação                                |
| Candidato(a)                           | Vice                                   | Chapa                                                                    | Total                                  | %                                      |
| -------------------------------------- | -------------------------------------- | ------------------------------------------------------------------------ | -------------------------------------- | -------------------------------------- |
| Chiquinho FC (PT)                      | Cinthya Rolim (PV)                     | Unidos Por Codó: (AGIR / PP / PSB / SOLIDARIEDADE / PT / PV / PCdoB)     | 29.426                                 | 48,29%                                 |
| Dr. Zé Francisco (PSDB)                | Dr. Cláudio Paz (PRD)                  | Para Codó Seguir Com Liberdade: (PRD / PSDB / Cidadania / PL / MOBILIZA) | 27.737                                 | 45,52%                                 |
| Yuri Corrêa (PSD)                      | Rosina Benvindo (PMB)                  | Pra Frente Codó: (NOVO / Partido da Mulher Brasileira / PSD)             | 2.776                                  | 4,56%                                  |
| Mário Braga (PRTB)                     | Fernanda do Paraíba (PRTB)             | Sem Coligação (PRTB)                                                     | 753                                    | 1,24%                                  |
| Total de votos válidos                 | Total de votos válidos                 | Total de votos válidos                                                   | 60.692                                 | 94,73%                                 |
| → Votos válidos                        | → Votos válidos                        | → Votos válidos                                                          | 60.692                                 | 94,73%                                 |
| → Votos brancos                        | → Votos brancos                        | → Votos brancos                                                          | 843                                    | 1,32%                                  |
| → Votos nulos                          | → Votos nulos                          | → Votos nulos                                                            | 2.290                                  | 3,57%                                  |
| Total de votos                         | Total de votos                         | Total de votos                                                           | 64.068                                 | 76,77%                                 |
| → Abstenções                           | → Abstenções                           | → Abstenções                                                             | 19.389                                 | 23,23%                                 |
| Eleitores aptos a votar                | Eleitores aptos a votar                | Eleitores aptos a votar                                                  | 64.068                                 | 100%                                   |

### Composição Câmara Municipal

#### Vereadores Eleitos
UNIÃO: 3
  MOBILIZA: 2
  PP: 2
  PRD: 2
  PSDB: 2
  SOLIDARIEDADE: 2
  AGIR: 1
  PCdoB: 1
  PL: 1
  PODE: 1

| Vereadores              | Partido       | Votação | Percentual | Cidade onde nasceu | Unidade federativa |
| Antônio Luz             | Agir          | 2.172   | 3,50%      | Codó               | Maranhão           |
| André Jansen            | MOBILIZA      | 1.784   | 2,88%      | Codó               | Maranhão           |
| Chiquinho do Sae Júnior | PSDB          | 1.723   | 2,78%      | Codó               | Maranhão           |
| Araújo Neto             | PP            | 1.662   | 2,60%      | Codó               | Maranhão           |
| Domingo Reis            | PRD           | 1.540   | 2,48%      | São Luís           | Maranhão           |
| Teonilo do Garra        | MOBILIZA      | 1.404   | 2,26%      | Codó               | Maranhão           |
| Leandro Magalhães       | UNIÃO         | 1.356   | 2,19%      | Codó               | Maranhão           |
| Roberto Cobel           | Solidariedade | 1.348   | 2,17%      | Timbiras           | Maranhão           |
| Valber Cabral           | PRD           | 1.312   | 2,17%      | Codó               | Maranhão           |
| Wanderson da Trizidela  | UNIÃO         | 1.285   | 2,07%      | Codó               | Maranhão           |
| Leonel Filho            | PCdoB         | 1.264   | 2,04%      | Codó               | Maranhão           |
| Leda Torres             | PSDB          | 1.220   | 1,97%      | Codó               | Maranhão           |
| Pastor Max              | Republicanos  | 1.218   | 1,96%      | Codó               | Maranhão           |
| Nunes do Náutico        | PP            | 1.187   | 1,91%      | Codó               | Maranhão           |
| Dedé do Zé Garimpeiro   | PL            | 1.180   | 1,90%      | Timbiras           | Maranhão           |
| Herminio da Farmácia    | UNIÃO         | 956     | 1,54%      | Codó               | Maranhão           |
| Ibrahim Neto            | PODE          | 925     | 1,49%      | Codó               | Maranhão           |
| Rodrigo Figueiredo      | Solidariedade | 779     | 1,26%      | Codó               | Maranhão           |
| Raimundo Carlos         | PSB           | 746     | 1,20%      | Codó               | Maranhão           |